# 亚历山大·斯韦钦

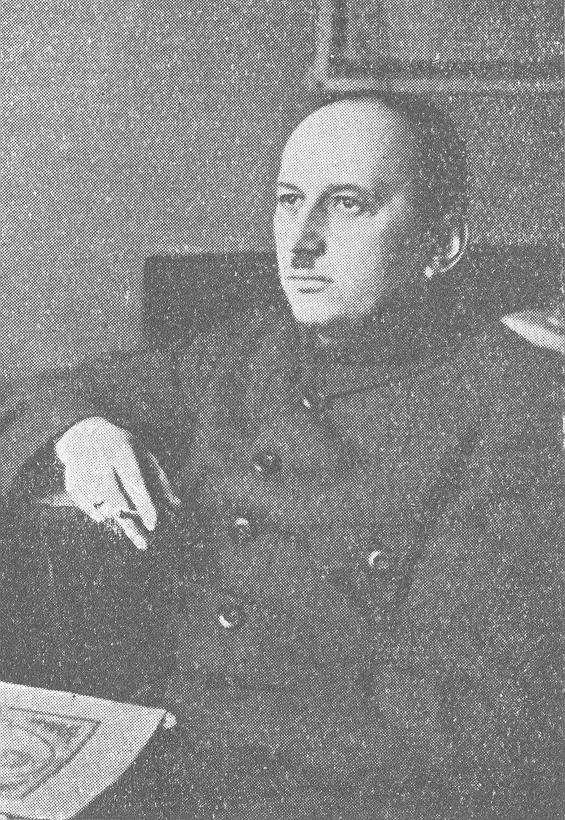
亚历山大·斯韦钦

亚历山大·安德烈耶维奇·斯韦钦（俄语：Александр Андреевич Свечин，1878年8月17日—1938年7月28日），俄罗斯及苏联军事领袖、军事作家、教育家、理论家，军事著作《战略》作者。1919年曾担任苏俄共和国革命军事委员会全俄总司令部参谋长。